# Aerozol
Aerozol – układ koloidalny, w którym ośrodkiem rozpraszającym jest gaz (często powietrze), a cząstkami koloidalnymi są substancje ciekłe lub stałe. Aerozole dzieli się na mgły (cząstki ciekłe) i dymy (cząstki stałe).
Przykładami aerozoli są: aerozol soli morskiej, sadza, pyły mineralne, smog. Natomiast mgła, krople chmurowe, kryształy lodu są przykładami hydrometeorów i nie są zwyczajowo klasyfikowane jako aerozole w meteorologii i fizyce atmosfery, mimo że mieszczą się w powyższej definicji.
Trwałość aerozolu określona jest przez tempo wytrącania się dyspersji. W powietrzu najszybciej wytrącają się cząstki duże, o średnicy powyżej 10 μm. Przez długi czas istnieją przede wszystkim aerozole z dyspersjami o średnicach poniżej 1 μm.

## W życiu codziennym
Urządzenia działające na zasadzie aerozolu spotkać można w wielu dziedzinach życia. Przykładem jest gaśnica, która z dużą intensywnością wyrzuca cząsteczki gaszącego środka chemicznego, unoszące się w specjalnym, niepalnym gazie - tworzące razem aerozol gaśniczy.
Również niektóre leki, zwłaszcza podawane do drzewa oskrzelowego i płuc, są stosowane w formie aerozoli. Gazem, w którym zawieszone są cząsteczki leku (rozpuszczalnikiem), mogą być powietrze, dwutlenek węgla, propan i inne. Aerozole promieniotwórcze stosowane są również w medycynie nuklearnej, zwykle jako ciecz rozproszona w powietrzu (np. złoto-198 lub albumina osocza znakowana jodem-131).

## Aerozole promieniotwórcze
Aerozole promieniotwórcze (radioaktywne) to aerozole, w których cząstkami koloidalnymi są substancje promieniotwórcze. Powstają w naturze wskutek działania promieniowania kosmicznego na składniki atmosfery (np. 14C, 7Be). Tworzą się również podczas rozpadu radonu, promieniotwórczego gazu.
Sztuczne aerozole promieniotwórcze powstają podczas operacji z substancjami promieniotwórczymi, w tym podczas pracy reaktorów jądrowych. Na wielką skalę powstają np. podczas wybuchów jądrowych, jako opad promieniotwórczy.